# 200 Pułk Piechoty (Estoński)

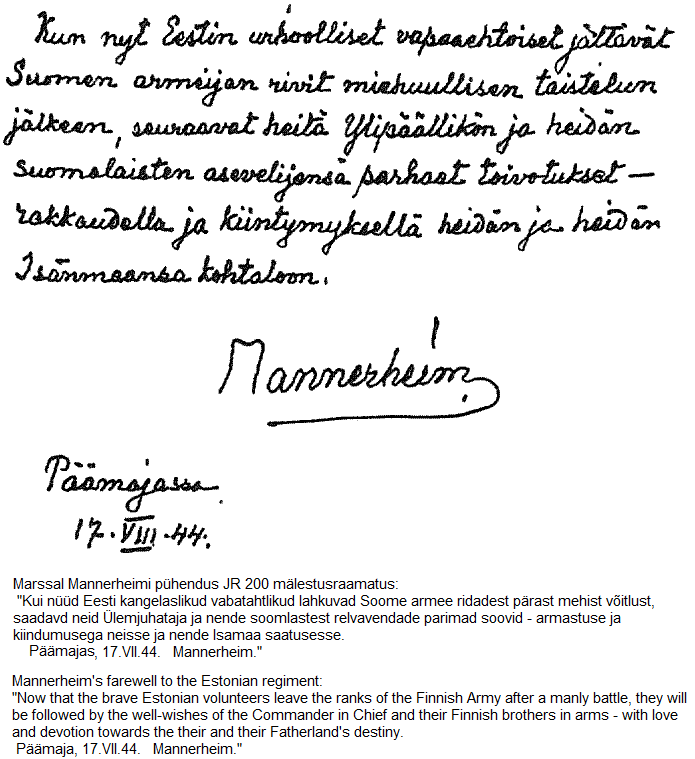
List gradacyjny od marszałka Carla Mannerheima dla estońskich ochotników

200 Estoński Pułk Piechoty (fin. Jalkaväkirykmentti 200, JR 200; est. Jalaväerügement 200, JR 200) – ochotnicza jednostka wojskowa armii fińskiej złożona z Estończyków, walcząca podczas II wojny światowej

## Geneza
Po zajęciu obszaru Estonii przez wojska niemieckie w 1941 r., wielu Estończyków – witających początkowo Niemców jako wyzwolicieli – wstąpiło do różnego rodzaju oddziałów wojskowych w ramach okupacyjnych sił zbrojnych. Wkrótce jednak okazało się, że Niemcy są jedynie okupantami. W tej sytuacji część Estończyków wybrała służbę wojskową w szeregach armii fińskiej, zwłaszcza że Finlandia uważana była za zaprzyjaźniony kraj. Jednym z nich był kpt. Karl Talpak, b. członek antysowieckiego ruchu wyzwoleńczego, który służył w naczelnym dowództwie fińskiej armii w komórce wywiadowczej. Istniały ponadto tradycje walk Estończyków w oddziałach fińskich strzelców w okresie I wojny światowej, a także podczas wojny fińsko-sowieckiej lat 1939–1940.

## Przybycie Estończyków do Finlandii
Pierwsi ochotnicy estońscy przybyli do Finlandii wczesną wiosną 1943 r. Sformowano z nich 3 batalion fińskiego 47 Pułku Piechoty (nazwany Batalionem "Vallila"), liczący ponad 370 żołnierzy. Większa ilość Estończyków przedostała się do Finlandii jesienią 1943 r., po ogłoszeniu przez Niemców poboru mężczyzn urodzonych w 1925 r. Pomagali im Estończycy służący w fińskim wywiadzie, zwani haukat (sokoły). Wielu z nich uczestniczyło wcześniej w misjach na obszarze Estonii w ramach operacji Erna. Przerzucali oni swoich rodaków przez Zatokę Fińską szybkimi łodziami.

## Walki w ramach fińskiej armii
8 lutego 1944 r. marszałek polowy Carl Gustaf Mannerheim rozkazał sformowanie ochotniczego pułku złożonego z Estończyków. Jednym z jego głównych inicjatorów był kpt. K. Talpak. Jednostka została nazwana 200 Pułkiem Piechoty. Jego dowódcą został fiński oficer ppłk Eino Kuusela. W maju liczył on ok. 1,4 tys. żołnierzy, w tym 361 Finów. Żołnierze Pułku byli nazywani przez rodaków "fińskimi chłopcami" (po fińsku: Suomen-pojat, po estońsku: Soomepoisid). Składał się on z dwóch 4-kompanijnych batalionów piechoty, kompanii moździerzy, przeciwpancernej i łączności. Jednym z batalionów był b. 3 batalion fińskiego 47 pp. Początkowo wszyscy dowódcy pododdziałów (oprócz kompanii ppanc.) byli Finami, ale później zastąpili ich Estończycy. Na pocz. czerwca 200 pp został wysłany na front z przydziałem do fińskiej 10 Dywizji Piechoty. Wziął udział w walkach obronnych z Armią Czerwoną w rejonie Zatoki Viipuri na Przesmyku Karelskim. Powstrzymał atak 10-12 sowieckich czołgów w okolicy miejscowości Raivola. Utrzymał się na swoich pozycjach do czasu otrzymania rozkazu do odwrotu do Sahakylä, a następnie Vammeljärvi. Jego straty wyniosły 14 zabitych, 37 rannych i 58 zaginionych. 12 czerwca przydzielono go do fińskiej 2 Dywizji Piechoty i trafił w rejon Ahijärvi. 16 czerwca Sowieci przerwali okoliczne linie obronne, ale Estończycy utrzymali się na swoich pozycjach jeszcze przez kolejne 2 dni. Stracili tym razem 12 zabitych, 52 rannych i 7 zaginionych. Następnie przeniesiono ich do obrony wybrzeża Zatoki Wyborskiej. Na pocz. lipca 200 pp został przydzielony do niemieckiej 122 Dywizji Piechoty "Greif", odpierając kilka ataków sowieckich. 17 lipca dostał przydział do fińskiej 15 Dywizji Piechoty, broniąc linii rzeki Vuoksi.

## Powrót do Estonii
Na pocz. sierpnia 1944 r. front zbliżył się do granic Estonii. Jednocześnie wojna w Finlandii dochodziła końca. W tej sytuacji 200 Pułk Piechoty został wycofany z frontu i przesunięty na południe nad Zatokę Fińską. Po rezygnacji fińskiego rządu premiera Risto Ryti 1 sierpnia, następnego dnia Aleksander Warma, estoński ambasador w Finlandii zapowiedział powrót żołnierzy Pułku do ojczyzny. Jednocześnie do fińskich władz został wysłany list z prośbą powrotu Estończyków do kraju w pełnym wyposażeniu podpisany przez „wszystkie narodowe organizacje Estonii”. Finowie przystali na to. Natomiast Niemcy ogłosili amnestię dla powracających Estończyków. Ostatecznie na powrót zdecydowało się 90% żołnierzy JK 200. Natychmiast po przybyciu do kraju 19 sierpnia w liczbie ponad 1,7 tys. osób zostali skierowani na krótkie przeszkolenie, otrzymując mundury Waffen-SS, po czym przeniesiono ich na linię frontu. 1 batalion trafił nad rzekę Emajõgi, gdzie 26 sierpnia przekształcono go w 3 batalion 46 Pułku Grenadierów SS w 20 Dywizji Grenadierów SS. 2 batalion skierowano do obozu ćwiczebnego w Kehra, gdzie stacjonował batalion rezerwowy 20 DGren. SS. Pozostałych ok. 600 Estończyków rozdzielono pomiędzy różne pododdziały 20 DGren. SS. Natomiast 114 estońskich oficerów przydzielono do rezerwowego pułku 20 DGren. SS, stacjonującego w Klooga. Część z nich, zwłaszcza z artylerii ppanc., trafiła później do 11 Ochotniczej Dywizji Grenadierów Pancernych SS „Nordland” i 4 Ochotniczej Brygady Grenadierów SS „Nederland”, walczących pod Narwą.

## Skład organizacyjny
- 1 Batalion – d-ca mjr E. Kivelä (Fin), następnie kpt. Voldemar Pärlin (Estończyk)
  - 1 kompania
  - 2 kompania
  - 3 kompania
  - 4 kompania
- 2 Batalion – d-ca ppłk V. Savonen (Fin), następnie mjr Johann Peiker (Estończyk)
  - 5 kompania
  - 6 kompania
  - 7 kompania
  - 8 kompania
- 13 kompania moździerzy (dwa plutony ciężkich moździerzy 120 mm i dwa plutony średnich  moździerzy 81 mm)
- 14 kompania przeciwpancerna (trzy plutony wyposażone w 6 działek ppanc.) – d-ca por. A. Kann (Estończyk)
- kompania łączności
- pluton saperów